# Klein Staalwijk
Klein Staalwijk is een gemeentelijk monument aan de Biltseweg 51 in de gemeente Soest in de provincie Utrecht. Aan de overzijde van de Biltseweg staat Huis Pijnenburg.
Het huis staat naast  de dwarshuisboerderij Staalwijk. De eerste steen van Klein Staalwijk werd in 1898 gelegd door Sophia Hendrika Staal. Het bakstenen huis ligt aan een boslaan die uitkomt op de Biltseweg. Het heeft een afgeplat schilddak op de zolderverdieping. De sierbogen boven de deuren en vensters zijn bepleisterd. Aan de rechtergevel is een kleine aanbouw, de linkergevel is bijna blind. De sierankers in de muur hebben een rozet- en eikenbladmotief.
In de Tweede Wereldoorlog was de controledienst voedselvoorziening voor het Ministerie van Landbouw ondergebracht in Klein Staalwijk.
In 1995 werd links van het huis een losse schuur/garage gebouwd.